# Ona amortida

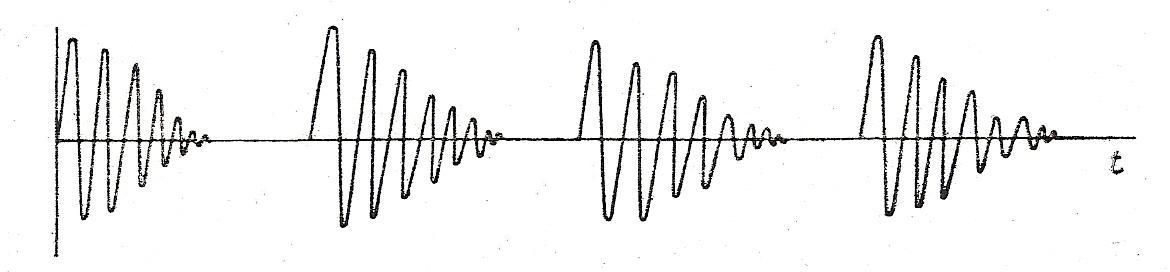
Sèrie d'ones esmorteïdes, tals com són generades per un transmissor d'espurna. En aquest gràfic, l'eix vertical indica l'amplitud de l'ona, mentre que l'horitzontal representa al temps.

Una ona amortida, ona esmorteïda o també oscil·lació esmorteïda, és una ona l'amplitud de la qual decreix amb el temps eventualment arribant a zero. El terme també fa referència a un mètode primitiu de transmissió de ràdio produït per transmissors d'espurna. Les ones esmorteïdes van ser característiques en els primers anys de la comunicació per ràdio en la coneguda telegrafia sense fil.
En enginyeria de transmissió de senyals, les ones esmorteïdes es coneixen com a emissions "Classe B". Aquest tipus d'emissions tenen una gran amplada de banda el que augmenta les possibilitats d'interferir sobre altres transmissions, per aquesta raó - i perquè suposa un desaprofitament de recursos espectrals-, la Unió Internacional de Telecomunicacions va restringir el seu ús el 1938.
En aquesta regulació la definició d'una "ona esmorteïda" no és conseqüent amb l'avanç de la tecnologia. Per aquesta raó, des de 1998 s'exclouen de les prohibicions alguns altres tipus d'emissions - per exemple els sistemes de banda ultra-ampla-.